# PSMG3
PSMG3 (англ. Proteasome assembly chaperone 3) – білок, який кодується однойменним геном, розташованим у людей на 7-й хромосомі. Довжина поліпептидного ланцюга білка становить 122 амінокислот, а молекулярна маса — 13 104.
| 10         |  | 20         |  | 30         |  | 40         |  | 50         |
| ---------- |  | ---------- |  | ---------- |  | ---------- |  | ---------- |
| MEDTPLVISK |  | QKTEVVCGVP |  | TQVVCTAFSS |  | HILVVVTQFG |  | KMGTLVSLEP |
| SSVASDVSKP |  | VLTTKVLLGQ |  | DEPLIHVFAK |  | NLVAFVSQEA |  | GNRAVLLAVA |
| VKDKSMEGLK |  | ALREVIRVCQ |  | VW         |  |            |  |            |

A: Аланін

C: Цистеїн

D: Аспарагінова кислота

E: Глутамінова кислота

F: Фенілаланін

G: Гліцин

H: Гістидин

I: Ізолейцин

K: Лізин

L: Лейцин

M: Метіонін

N: Аспарагін

P: Пролін

Q: Глутамін

R: Аргінін

S: Серин

T: Треонін

V: Валін

Кодований геном білок за функцією належить до шаперонів. 
Задіяний у такому біологічному процесі, як ацетилювання. 